# Rewa (Inde)
Rewa () est une ville indienne située dans le district de Rewa et au nord-est de l'état du Madhya Pradesh. En 2011, sa population était de 235 422 habitants.